# DDR-Einzelmeisterschaft im Schach 1985
Die 34. DDR-Einzelmeisterschaft im Schach fand im Februar 1985 in Jüterbog statt.

## Allgemeines
Die Teilnehmer hatten sich über das sogenannte Dreiviertelfinale sowie ein System von Vorberechtigungen und Freiplätzen für diese Meisterschaft qualifiziert. Die Dreiviertelfinals waren auf je zwei Gruppen mit jeweils 10 Spielern bzw. Spielerinnen verkleinert worden. Schiedsrichter waren Knut Gallien und Johannes Hoffmann.

## Meisterschaft der Herren
Kurz vor seinem 50. Geburtstag gewann Wolfgang Uhlmann seinen 10. DDR-Meistertitel. Obwohl die Meisterschaft sehr stark besetzt war, gewann Uhlmann deutlicher als es das Tabellenbild aussagt. Er setzte sich in der Mitte des Turniers von den Verfolgern ab und hatte nach 11 Runden zwei Punkte Vorsprung. Die weiteren Medaillen gingen an Uwe Bönsch und Titelverteidiger Rainer Knaak, der nach acht Runden noch auf 50 % gelegen hatte. Uhlmanns eigentliche Verfolger im Turnierverlauf Thomas Pähtz und Raj Tischbierek wurden noch abgefangen.

### Abschlusstabelle
|    | Teilnehmer                                 | 01 | 02 | 03 | 04 | 05 | 06 | 07 | 08 | 09 | 10 | 11 | 12 | 13 | 14 | Punkte |
| -- | ------------------------------------------ | -- | -- | -- | -- | -- | -- | -- | -- | -- | -- | -- | -- | -- | -- | ------ |
| 01 | Wolfgang Uhlmann (Post Dresden)            |    | 0  | 0  | ½  | 1  | 1  | ½  | 1  | 1  | ½  | 1  | 1  | 1  | 1  | 9½     |
| 02 | Uwe Bönsch (Buna Halle-Neustadt)           | 1  |    | ½  | ½  | 0  | 1  | ½  | 1  | 0  | 1  | ½  | 1  | 1  | 1  | 9      |
| 03 | Rainer Knaak (Baukombinat Leipzig)         | 1  | ½  |    | 0  | ½  | ½  | ½  | ½  | 1  | 1  | 1  | ½  | ½  | 1  | 8½     |
| 04 | Thomas Pähtz (Mikroelektronik Erfurt)      | ½  | ½  | 1  |    | ½  | ½  | ½  | ½  | ½  | ½  | ½  | ½  | 1  | 1  | 8      |
| 05 | Raj Tischbierek (Baukombinat Leipzig)      | 0  | 1  | ½  | ½  |    | ½  | 1  | ½  | ½  | ½  | 1  | ½  | ½  | 1  | 8      |
| 06 | Hans-Ulrich Grünberg (Buna Halle-Neustadt) | 0  | 0  | ½  | ½  | ½  |    | 1  | ½  | 0  | ½  | ½  | 1  | 1  | 1  | 7      |
| 07 | Thomas Casper (Baukombinat Leipzig)        | ½  | ½  | ½  | ½  | 0  | 0  |    | ½  | 1  | ½  | ½  | ½  | ½  | 1  | 6½     |
| 08 | Mathias Womacka (Lok Karl-Marx-Stadt)      | 0  | 0  | ½  | ½  | ½  | ½  | ½  |    | ½  | 1  | 1  | 1  | ½  | 0  | 6½     |
| 09 | Bodo Starck (Post Dresden)                 | 0  | 1  | 0  | ½  | ½  | 1  | 0  | ½  |    | ½  | 0  | ½  | 0  | 1  | 5½     |
| 10 | Peter Hesse (Lok Mitte Leipzig)            | ½  | 0  | 0  | ½  | ½  | ½  | ½  | 0  | ½  |    | 1  | ½  | 1  | 0  | 5½     |
| 11 | Lutz Espig (Greika Greiz)                  | 0  | ½  | 0  | ½  | 0  | ½  | ½  | 0  | 1  | 0  |    | ½  | 1  | ½  | 5      |
| 12 | Helmut Roßmann (Halbleiterwerk Frankfurt)  | 0  | 0  | ½  | ½  | ½  | 0  | ½  | 0  | ½  | ½  | ½  |    | 0  | 1  | 4½     |
| 13 | Matthias Rößler (Post Dresden)             | 0  | 0  | ½  | 0  | ½  | 0  | ½  | ½  | 1  | 0  | 0  | 1  |    | 0  | 4      |
| 14 | Peter Enders (Mikroelektronik Erfurt)      | 0  | 0  | 0  | 0  | 0  | 0  | 0  | 1  | 0  | 1  | ½  | 0  | 1  |    | 3½     |

### Dreiviertelfinale
Das Dreiviertelfinale der Herren fand vom 14. bis 21. Juli 1984 in Schwerin statt. Schiedsrichter war Hilmar Krüger. Im Bericht der Zeitschrift Schach wird vor allem Peter Enders für sein ideenreiches und sicheres Schach gelobt.
Gruppe A
|    | Teilnehmer                                  | 01 | 02 | 03 | 04 | 05 | 06 | 07 | 08 | 09 | 10 | Punkte |
| -- | ------------------------------------------- | -- | -- | -- | -- | -- | -- | -- | -- | -- | -- | ------ |
| 01 | Peter Hesse (Lok Mitte Leipzig)             |    | ½  | ½  | ½  | 1  | 1  | 1  | ½  | 1  | ½  | 6½     |
| 02 | Mathias Womacka (Lok Karl-Marx-Stadt)       | ½  |    | ½  | ½  | 1  | 1  | 1  | ½  | ½  | 1  | 6½     |
| 03 | Alexander Goldberg (Post Dresden)           | ½  | ½  |    | ½  | ½  | ½  | 1  | ½  | 1  | 1  | 6      |
| 04 | Alexander Okrajek (Vorwärts Strausberg)     | ½  | ½  | ½  |    | ½  | 0  | ½  | ½  | ½  | 1  | 4½     |
| 05 | Ralf Schöne (Empor Potsdam)                 | 0  | 0  | ½  | ½  |    | 1  | ½  | 1  | 0  | +  | 4½     |
| 06 | Joachim Brüggemann (Mikroelektronik Erfurt) | 0  | 0  | ½  | 1  | 0  |    | 0  | 1  | 1  | 1  | 4½     |
| 07 | Michael Becker (Buna Halle-Neustadt)        | 0  | 0  | 0  | ½  | ½  | 1  |    | ½  | 1  | ½  | 4      |
| 08 | Dirk Poldauf (Lok Stralsund)                | ½  | ½  | ½  | ½  | 0  | 0  | ½  |    | ½  | ½  | 3½     |
| 09 | Libor Titscher (WBK 67 Halle-Neustadt)      | 0  | ½  | 0  | ½  | 1  | 0  | 0  | ½  |    | ½  | 3      |
| 10 | Thomas Frotscher (Motor SO Magdeburg)       | ½  | 0  | 0  | 0  | –  | 0  | ½  | ½  | ½  |    | 2      |

Gruppe B
|    | Teilnehmer                                 | 01 | 02 | 03 | 04 | 05 | 06 | 07 | 08 | 09 | 10 | Punkte |
| -- | ------------------------------------------ | -- | -- | -- | -- | -- | -- | -- | -- | -- | -- | ------ |
| 01 | Peter Enders (Mikroelektronik Erfurt)      |    | ½  | 1  | 1  | 1  | ½  | 1  | ½  | 1  | 1  | 7½     |
| 02 | Helmut Roßmann (Halbleiterwerk Frankfurt)  | ½  |    | ½  | ½  | ½  | 1  | ½  | 1  | 1  | 1  | 6½     |
| 03 | Bodo Starck (AdW Berlin)                   | 0  | ½  |    | ½  | 1  | 1  | 1  | ½  | ½  | 1  | 6      |
| 04 | Christian Steudtmann (Lok Karl-Marx-Stadt) | 0  | ½  | ½  |    | 1  | 0  | 1  | 1  | ½  | 1  | 5½     |
| 05 | Gernot Gauglitz (Post Dresden)             | 0  | ½  | 0  | 0  |    | 1  | ½  | 1  | 1  | ½  | 4½     |
| 06 | Ulrich Kobe (Chemie Ilmenau)               | ½  | 0  | 0  | 1  | 0  |    | 0  | ½  | 1  | 1  | 4      |
| 07 | Uwe Kaminski (Post Dresden)                | 0  | ½  | 0  | 0  | ½  | 1  |    | 1  | ½  | ½  | 4      |
| 08 | Hubert Walkewitz (Traktor Niemegk)         | ½  | 0  | ½  | 0  | 0  | ½  | 0  |    | ½  | 1  | 3      |
| 09 | Hans-Eckhard Lüthke (Lok Schwerin)         | 0  | 0  | ½  | ½  | 0  | 0  | ½  | ½  |    | ½  | 2½     |
| 10 | Manfred Jandke (Fortschritt Cottbus)       | 0  | 0  | 0  | 0  | ½  | 0  | ½  | 0  | ½  |    | 1½     |

## Meisterschaft der Damen
Die Meisterschaft 1985 war bei den Frauen insgesamt etwas schwächer besetzt. So kam im Kreise der teilnehmenden Internationalen Meisterinnen Marion Heintze souverän zu ihrem ersten und einzigen DDR-Meistertitel. Hinter ihr folgen mit deutlichem Abstand die beiden anderen Titelträgerinnen sowie die DDR-Jugendmeisterin Antje Riedel. Im Bericht der Fachpresse wird erneut einigen Teilnehmerinnen eine zu hohe Remisquote attestiert.

### Abschlusstabelle
|    | Teilnehmer                            | 01 | 02 | 03 | 04 | 05 | 06 | 07 | 08 | 09 | 10 | 11 | 12 | 13 | 14 | Punkte |
| -- | ------------------------------------- | -- | -- | -- | -- | -- | -- | -- | -- | -- | -- | -- | -- | -- | -- | ------ |
| 01 | Marion Heintze (Buna Halle-Neustadt)  |    | 1  | ½  | 1  | ½  | ½  | ½  | ½  | 1  | 1  | 1  | 1  | 1  | 1  | 10½    |
| 02 | Annett Wagner-Michel (AdW Berlin)     | 0  |    | 1  | 1  | ½  | ½  | 1  | 0  | 1  | 1  | 1  | 0  | 1  | 1  | 09     |
| 03 | Martina Keller (TSG Wittenberg)       | ½  | 0  |    | 1  | ½  | ½  | ½  | 1  | 1  | 0  | 0  | 1  | 1  | 1  | 08     |
| 04 | Antje Riedel (AdW Berlin)             | 0  | 0  | 0  |    | 1  | ½  | 1  | 1  | ½  | 1  | ½  | ½  | 1  | 1  | 08     |
| 05 | Eveline Nünchert (PH Potsdam)         | ½  | ½  | ½  | 0  |    | ½  | ½  | ½  | ½  | 1  | ½  | ½  | 1  | 1  | 07½    |
| 06 | Ulricke Seidemann (PH Potsdam)        | ½  | ½  | ½  | ½  | ½  |    | ½  | ½  | ½  | ½  | ½  | 1  | 0  | 1  | 07     |
| 07 | Constanze Jahn (Buna Halle-Neustadt)  | ½  | 0  | ½  | 0  | ½  | ½  |    | ½  | ½  | ½  | 1  | 1  | 1  | 0  | 06½    |
| 08 | Ines Starck (AdW Berlin)              | ½  | 1  | 0  | 0  | ½  | ½  | ½  |    | ½  | 0  | ½  | ½  | 1  | 1  | 06½    |
| 09 | Gudula Jahn (Buna Halle-Neustadt)     | 0  | 0  | 0  | ½  | ½  | ½  | ½  | ½  |    | 1  | ½  | ½  | 1  | 1  | 06½    |
| 10 | Diana Walther (Metall Gera)           | 0  | 0  | 1  | 0  | 0  | ½  | ½  | 1  | 0  |    | ½  | ½  | 1  | 1  | 06     |
| 11 | Kirsten Kowalewski (Lok Rostock)      | 0  | 0  | 1  | ½  | ½  | ½  | 0  | ½  | ½  | ½  |    | 0  | ½  | 1  | 05½    |
| 12 | Astrid Schönemann (LVB Leipzig)       | 0  | 1  | 0  | ½  | ½  | 0  | 0  | ½  | ½  | ½  | 1  |    | ½  | 0  | 05     |
| 13 | Kathrin Hamm (Motor Leipzig-Lindenau) | 0  | 0  | 0  | 0  | 0  | 1  | 0  | 0  | 0  | 0  | ½  | ½  |    | 1  | 03     |
| 14 | Simone Reichert (AdW Berlin)          | 0  | 0  | 0  | 0  | 0  | 0  | 1  | 0  | 0  | 0  | 0  | 1  | 0  |    | 02     |

### Dreiviertelfinale
Das Dreiviertelfinale der Damen fand Ende Juli 1984 in Köthen statt. Die Spielerinnen hatten in sieben Tagen neun Runden zu absolvieren. Hauptschiedsrichter war Kurt Roigk.
Gruppe A
|    | Teilnehmer                                 | 01 | 02 | 03 | 04 | 05 | 06 | 07 | 08 | 09 | 10 | Punkte |
| -- | ------------------------------------------ | -- | -- | -- | -- | -- | -- | -- | -- | -- | -- | ------ |
| 01 | Ulricke Seidemann (PH Potsdam)             |    | 1  | 1  | ½  | ½  | ½  | 1  | 1  | 1  | 1  | 7½     |
| 02 | Antje Riedel (AdW Berlin)                  | 0  |    | ½  | ½  | 1  | 1  | 1  | ½  | 1  | 1  | 6½     |
| 03 | Kathrin Hamm (Motor Leipzig-Lindenau)      | 0  | ½  |    | 1  | 0  | 1  | 1  | 1  | 1  | 1  | 6½     |
| 04 | Sylvia Wenzel (TSG Wittenberg)             | ½  | ½  | 0  |    | 0  | 1  | 1  | 1  | 1  | 1  | 6      |
| 05 | Birgit Krutzsch (Stahl Thale)              | ½  | 0  | 1  | 1  |    | 0  | ½  | 1  | ½  | 1  | 5½     |
| 06 | Carola Manger (Motor Weimar)               | ½  | 0  | 0  | 0  | 1  |    | ½  | 0  | 1  | 1  | 4      |
| 07 | Grit Geißler (Post Dresden)                | 0  | 0  | 0  | 0  | ½  | ½  |    | 1  | 1  | ½  | 3½     |
| 08 | Claudia Prußas (Motor Gohlis Nord Leipzig) | 0  | ½  | 0  | 0  | 0  | 1  | 0  |    | 1  | 1  | 3½     |
| 09 | Ursula Vogler (Wissenschaft Halle)         | 0  | 0  | 0  | 0  | ½  | 0  | 0  | 0  |    | 1  | 1½     |
| 10 | H. Schumann (Fortschritt Plauen)           | 0  | 0  | 0  | 0  | 0  | 0  | ½  | 0  | 0  |    | 0½     |

Gruppe B
|    | Teilnehmer                                 | 01 | 02 | 03 | 04 | 05 | 06 | 07 | 08 | 09 | 10 | Punkte |
| -- | ------------------------------------------ | -- | -- | -- | -- | -- | -- | -- | -- | -- | -- | ------ |
| 01 | Simone Reichert (Stahl Thale)              |    | 1  | 1  | 1  | ½  | 0  | 1  | 1  | 0  | 1  | 6½     |
| 02 | Kirsten Kowalewski (Lok Rostock)           | 0  |    | ½  | ½  | 1  | 1  | ½  | 1  | 1  | 1  | 6½     |
| 03 | Diana Walther (Metall Gera)                | 0  | ½  |    | ½  | 0  | 1  | 1  | 1  | ½  | 1  | 5½     |
| 04 | Heidrun Bade (PH Potsdam)                  | 0  | ½  | ½  |    | ½  | 1  | ½  | ½  | ½  | 1  | 5      |
| 05 | Gabriele Just (Lok Mitte Leipzig)          | ½  | 0  | 1  | ½  |    | 1  | 0  | 0  | ½  | ½  | 4      |
| 06 | Sabine Brännström (AdW Berlin)             | 1  | 0  | 0  | 0  | 0  |    | 1  | 1  | 1  | 0  | 4      |
| 07 | Astrid Winter (Motor Leipzig-Lindenau)     | 0  | ½  | 0  | ½  | 1  | 0  |    | 1  | 1  | 0  | 4      |
| 08 | Martina Claus (Medizin Röbel)              | 0  | 0  | 0  | ½  | 1  | 0  | 0  |    | 1  | 1  | 3½     |
| 09 | Christine Mäntler (Post Dresden)           | 1  | 0  | ½  | ½  | ½  | 0  | 0  | 0  |    | ½  | 3      |
| 10 | Petra Gollewsky (Motor Leipzig-Stötteritz) | 0  | 0  | 0  | 0  | ½  | 1  | 1  | 0  | ½  |    | 3      |

## Jugendmeisterschaften
| Altersklasse | männlich                                      | weiblich                            |
| ------------ | --------------------------------------------- | ----------------------------------- |
| 07/08        | Henning Scheibe (SSG „Georg Schwarz“ Leipzig) | Katja Jentsch (Buna Halle-Neustadt) |
| 09/10        | Ronny Gaerths (Stahl Niederschönhausen)       | Nicole Kühn (Motor Weimar)          |
| 11/12        | Hardy Sydow (Stahl Finow)                     | Anetta Günther (Post Dresden)       |
| 13/14        | Carlo Kunze (Motor Lengefeld)                 | Kerstin Kunze (Lok RAW Cottbus)     |
| 15/16        | Mike Stolz (Aufbau Börde Magdeburg)           | Martina Claus (Medizin Röbel)       |
| 17/18        | Steffen Andresen (Buna Halle-Neustadt)        | Antje Riedel (AdW Berlin)           |